# Domácnost
Domácnost je malá skupina osob, který sdílí společné obydlí a hospodaření. Obvykle se jedná o rodinu, jinak blízké osoby nebo jednotlivce. Zároveň slovo domácnost označuje prostředí a zařízení bytu či jiného jimi obývaného obydlí. Domácnost netvoří lidé, kteří bydlí v jednom bytě, ale nežijí v něm spolu a sdílí jen náklady na bydlení, např. spolubydlící nebo nájemník a podnájemník.
Domácnost je základní prvek teorie spotřebitele v mikroekonomii. Zároveň je definována v soukromém právu.

## Definice v ekonomii
Domácnost je základní společenský a ekonomický subjekt (respektive společenská entita), který přichází na trh za účelem uspokojení svých potřeb.[zdroj?] Příslušníci jednotlivých domácností si potřebují nebo i sami chtějí na trhu opatřit užitečné nebo vzácné statky určené pro jejich spotřebu. Vystupují jako kupující na trhu výrobků a služeb. Domácnosti v tomto kontextu chápeme vždy jakožto skupiny fyzických osob, které jsou nositeli konkrétních osobních a skupinových potřeb. V této roli se domácnost, reprezentovaná vždy skupinou nějakých konkrétních fyzických osob, nazývá spotřebitel. Domácnosti vystupují na trhu také jako prodávající. Jsou totiž výhradními vlastníky výrobních faktorů (práce, půda, kapitál). Na trhu výrobních faktorů je prodávají firmám, aby posléze mohly za příjmy (důchody) z výrobních faktorů nakupovat výrobky pro spotřebu.

### Hospodaření domácností
Uvnitř domácnosti probíhá netržní pospolné hospodářství, kterým se ekonomie prakticky nezabývá. Metodickou pomůckou pro tento účel je rodinný rozpočet.

## Domácnost jako sociální entita
Podle definice Eurostatu platí, že domácnost (household) zahrnuje buď jednu osobu samostatně žijící, nebo skupinu osob, které nemusí být navzájem v příbuzenském vztahu, které žijí na stejné adrese a společně hospodaří, což zahrnuje mimo jiné: společné jídlo alespoň jednou denně, případně společné sdílení obývacího pokoje či pobytové místnosti.
Český statistický úřad rozlišuje tři typy domácností pro statistické účely. Bytovou domácnost tvoří osoby bydlící v jednom bytě. Počet bytových domácností je z definice shodný s počtem trvale obydlených bytů. Hospodařící domácnost je soubor společně hospodařících osob v rámci jednoho bytu. Cenzová domácnost se klasifikuje dodatečně při zpracování výsledků sčítání (rodinná domácnost úplná, rodinná domácnost neúplná, nerodinná domácnost vícečlenná, cenzová domácnost jednotlivce). Průměrná bytová domácnost měla v ČR 3,31 členů roku 1961 a 2,64 členů roku 2001.

## Domácnost v českém veřejném právu
Zákon č. 586/1992 Sb., o daních z příjmů, používá speciální pojem „společně hospodařící domácnost“. Podle § 21e odst. 4 tohoto zákona platí, že „společně hospodařící domácností se pro účely daní z příjmů rozumí společenství fyzických osob, které spolu trvale žijí a společně uhrazují náklady na své potřeby“. Z uvedeného plyne, že jde o ekonomické společenství osob. Příslušnost osoby ke společně hospodařící domácnosti není nijak spojována s bydlením na jednom místě (v témže bytě, domě či obydlí).  

## Domácnost v českém soukromém právu
Podle § 115 dřívějšího občanského zákoníku, platného do 31. prosince 2013, platilo, že domácnost tvoří fyzické osoby, které spolu trvale žijí a společně uhrazují náklady na své potřeby. Tato definice byla všeobecně přijímána ve všech oblastech práva a do tehdejšího občanského zákoníku nedoznala změn. Například Výklad č. 27 k zákonu o vodovodech a kanalizacích a souvisejícím právním předpisům obsahoval tuto definici domácnosti: „Pojem domácnosti je upraven v ust. § 115 Obč. z. jako trvalé spolužití fyzických osob, které společně hradí náklady na své potřeby. Spolužití je trvalé, jestliže objektivně zjistitelné okolnosti svědčí o úmyslu osob založit a vést takové spolužití, nikoliv pouze na přechodnou dobu (Občanský zákoník - komentář, s. 323, C. H. Beck, 7. vydání, 2002). Žádný právní předpis nespojuje domácnost s určitou nemovitostí. Společné bydlení (nadto v objektu určeném k bydlení, resp. k trvalému bydlení) není ani bezpodmínečným výrazem společného žití.“
Od dne 1. ledna 2014 již tato definice nemá oporu v právních předpisech. Nový občanský zákoník domácnost výslovně nedefinuje a užívá tento pojem v různých souvislostech a významech, ačkoli podle jeho důvodové zprávy sice nejsou „rodina“ ani „domácnost“ subjekty práva, ale přesto jde o pojmy zaužívané a jednoznačně chápané, s nimiž právní řád běžně pracuje. Sám zákon pak nedefinuje ani pojem „domácnost“, ani související pojmy „společná domácnost“ a „rodinná domácnost“. 
Mohlo by se dovozovat, že domácnost je spjata s konkrétním místem na zemském povrchu, případně s doručovací adresou. V § 723 je zmíněno „obydlí, v němž je rodinná domácnost manželů“. Podle § 743 platí, že „manželé mají obydlí tam, kde mají rodinnou domácnost“. Obdobně se v § 1835 uvádí, že „podnikatel převezme zboží od spotřebitele v jeho domácnosti“; ustanovení § 1840 se zmiňuje o „dodávce potravin, nápojů nebo jiného zboží běžné spotřeby dodávaného do spotřebitelovy domácnosti nebo do jiného místa, které spotřebitel určil“. 
Při tom zákon nevylučuje, aby člen domácnosti bydlel jinde nežli v místě kde má domácnost: v ustanovení § 2279 se stanoví, že „zemře-li nájemce, přejde nájem na člena nájemcovy domácnosti, který v bytě žil ke dni smrti nájemce a nemá vlastní byt“. Z toho je možné a contrario dovodit, že členy domácnosti mohou být i osoby, které spolu „nežijí“ v jednom bytě.
Z ustanovení § 1177 vyplývá oznamovací povinnost vlastníka bytové jednotky o „počtu osob, které budou mít v bytě domácnost“, přičemž výkladová literatura uvádí, že tyto osoby nemusí v bytě přímo bydlet . Vlastník jednotky je tedy povinen započítat a oznámit i ty osoby, které se v bytě nezdržují, avšak mají v bytě domácnost. Platí to i naopak: vlastník jednotky nesmí v počtu osob podle § 1177 uvést ty osoby, které sice byt užívají (i dlouhodobě), avšak nemají v něm domácnost. Je nepochybné, že takto nahlášené počty osob nemají žádné praktické využití. 

## Rodinná domácnost v české judikatuře Nejvyššího soudu
Nejvyšší soud vyložil pojem "rodinná domácnost" v rozsudku ze dne 24. 1. 2019, sp. zn. 26 Cdo 3382/2017. Konstatoval, že zákon č. 89/2012, občanský zákoník, neobsahuje definici rodinné domácnosti. Lze však vyjít z definice formulované v souvislosti s výkladem § 743 o. z. komentářovou literaturou, podle níž je rodinnou domácností (manželů) společenství tvořené manžely, případně dalšími osobami trvale spolu žijícími ve společném obydlí (obydlí manželů) a společně hospodařícími (srov. MELZER, Filip; TÉGL, Petr a kol. Občanský zákoník: velký komentář. Svazek IV, § 655-975 a související společná a přechodná ustanovení. Praha: Leges, 2016, str. 649). 